# Marcel Violet
 (novembre 2008).
Si vous disposez d'ouvrages ou d'articles de référence ou si vous connaissez des sites web de qualité traitant du thème abordé ici, merci de compléter l'article en donnant les références utiles à sa vérifiabilité et en les liant à la section « Notes et références ».
Pour les articles homonymes, voir Violet (homonymie).

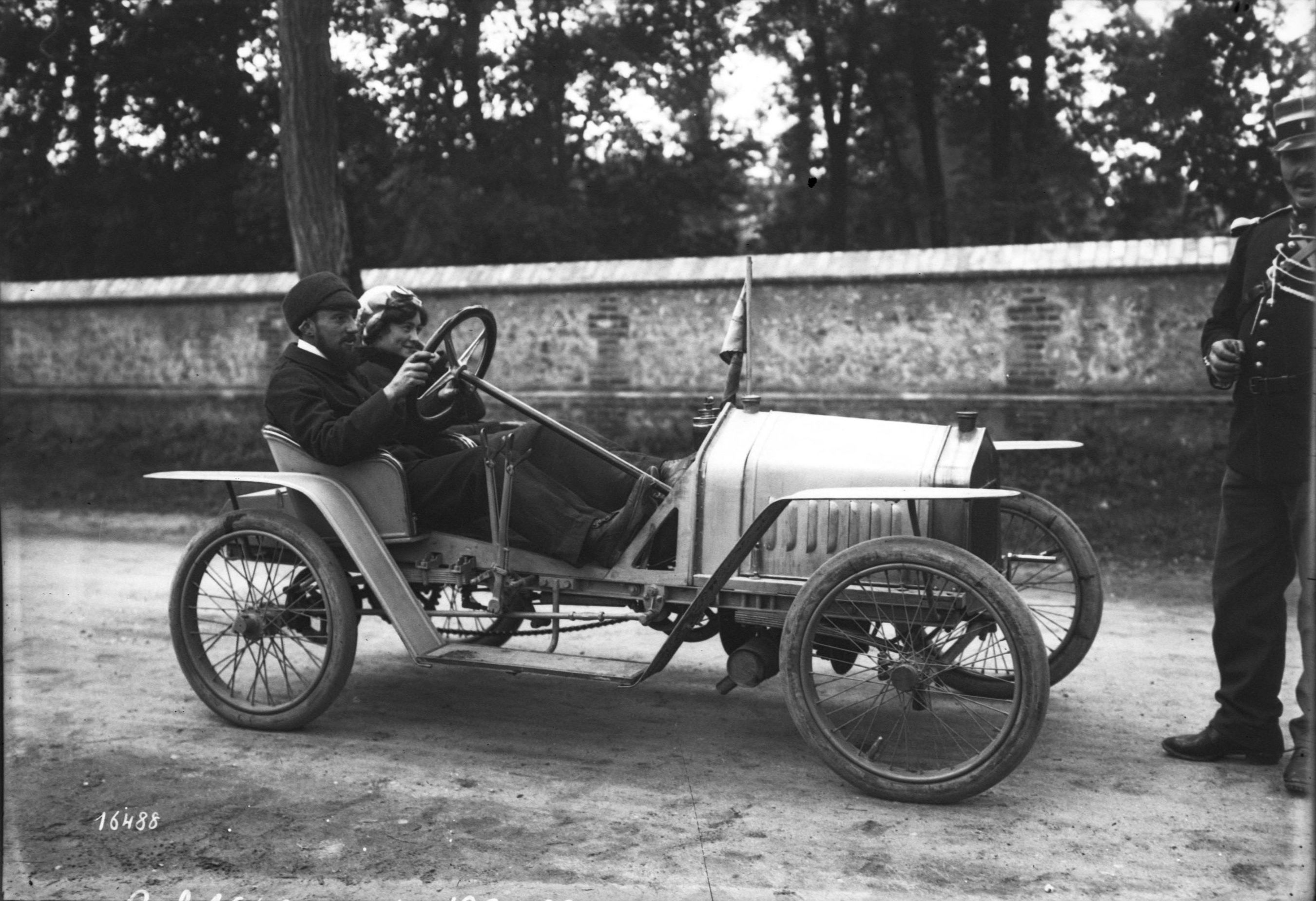
Marcel Violet conduit sa Violette à la course de côte de Gaillon en 1911.

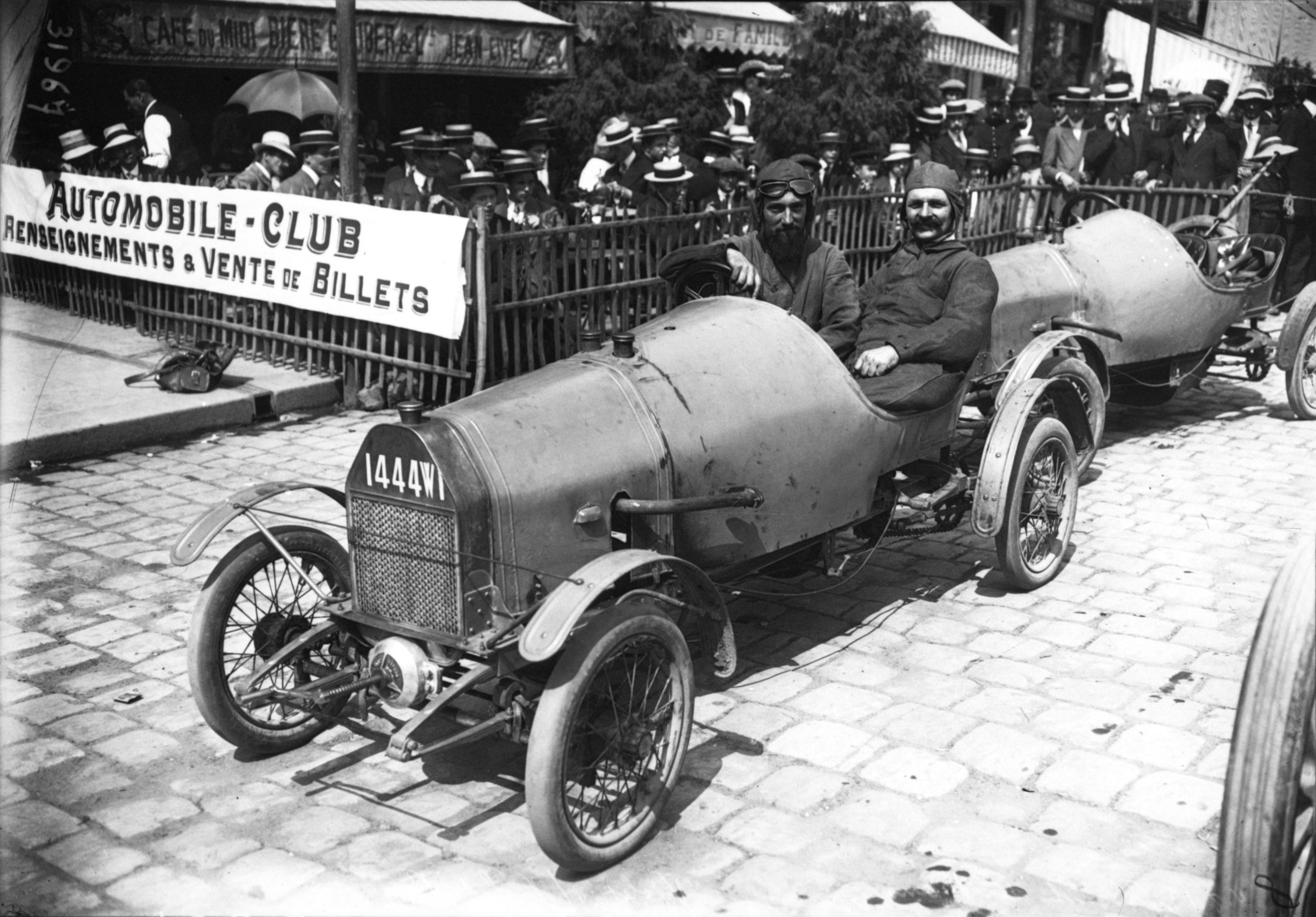
La Violet-Bogey pilotée au Mans en 1913 (Grand Prix de l'UMF des Cyclecars, deuxième).

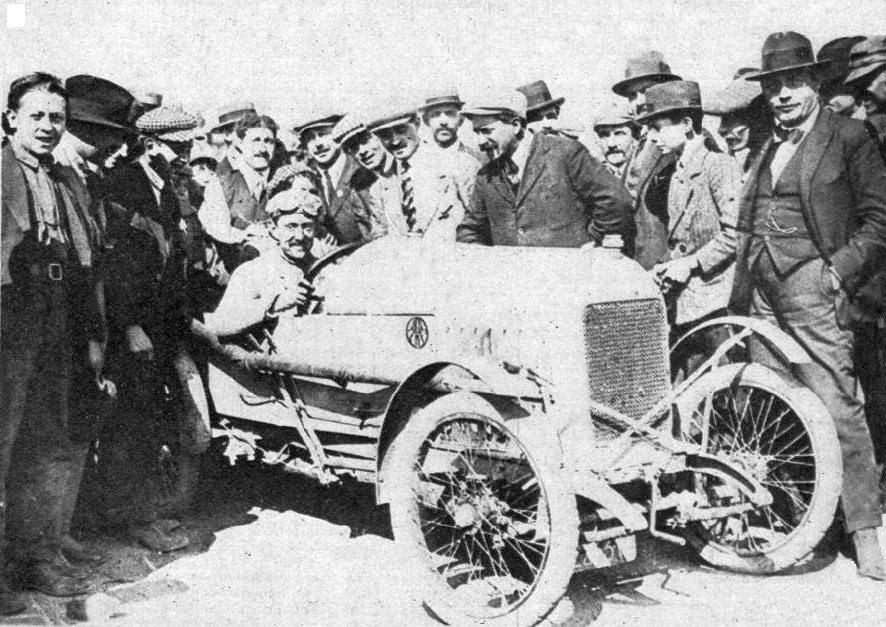
Marcel Violet, vainqueur du 2e Grand Prix de l'U.M.F. cyclecar au Mans en 1920, sur Weler Violet Major.

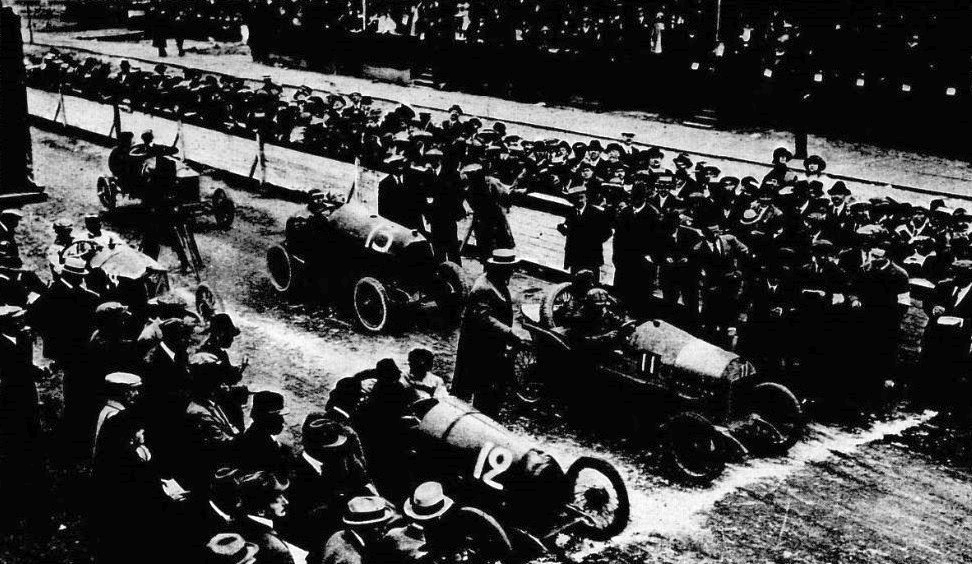
Départ de la Coupe des Voiturettes 1920 au Mans (no 11 Marcel Violet sur Major; 1re coupe d'après-guerre et 1re organisée au Mans).

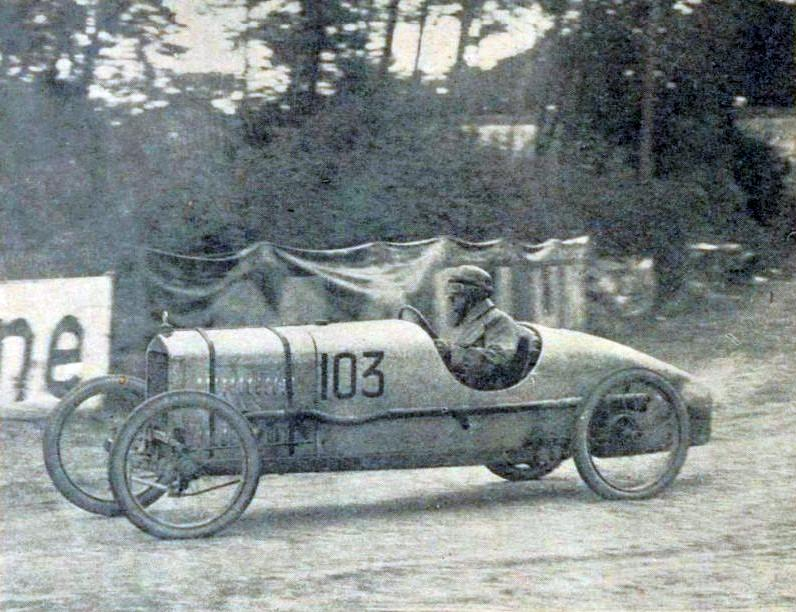
Marcel Violet au Bol d'or 1927 sur Leroy-Violet, vainqueur en 750 cm3.

Achille Marcel Violet, né le 19 février 1887 dans le 17e arrondissement de Paris et mort le 17 juillet 1973 à Clichy, est un pilote automobile, ingénieur des Arts et Métiers et inventeur français, principalement actif dans le domaine de l'automobile. Il a aussi fondé un laboratoire actif dans le domaine des médecines alternatives à partir de ses découvertes sur les conséquences de l'utilisation d'eau biodynamisée, reprenant les travaux de Stanislas Bignand cinquante ans plus tôt. Cette eau est communément appelée aujourd'hui eau Violet.
Durant plus de 30 ans Marcel Violet a expérimenté son eau biodynamisée sur les végétaux, les animaux et les humains.

## Biographie

### Jeunesse et première guerre
Marcel Violet réalise ses études d'abord à l'ENP d'Armentières, avant d'entrer à l'École nationale supérieure des arts et métiers de Lille. Il se passionne pour l'automobile et l'aviation, et entreprend en 1908 avec son ami Capeaux la construction d'une voiture, dans sa chambre de bonne. Pour des raisons de place, ce sera donc un cyclecar, un type d'automobile qui le suivra tout au long de sa carrière. Il s'engage dans le sport automobile, et participe à la course de côte de Gaillon avec son propre véhicule, dans la catégorie voiturette. Il remporte sa catégorie, à vrai dire sans concurrence, et décide d'aller plus avant dans cette direction. Après quelques véhicules artisanaux produits, et certains vendus, il crée avec le comte François de Chevigné la société La Violette, et lance en 1909 la production en petite série du cyclecar de même nom. Il commence aussi à déposer des brevets, par exemple concernent un changement de vitesse à friction. Ses deux véhicules, La Violette et la Violet-Bogey, sont présents au XIVe salon de l'automobile de Paris, en 1913. C'est cette dernière auto qui offre à lui et à d'autres pilotes l'occasion de bien figurer dans sa catégorie en 1913 et 1914, alors que les Bédélia et Bugatti étaient les plus concurrentielles aux débuts des cyclecars. Cet engin lui permet par exemple de battre le record du monde en circuit fermé dans la catégorie des voiturettes, avec la vitesse moyenne de 78,420 km/h sur 150 km lors de la course du Circuit de l'Anjou, ou encore de terminer deuxième du premier Grand Prix de l'UMF des cyclecars. Il remportera de nouveau la course de côte de Gaillon de 1913 en voiturette, cette fois sur la Violet-Bogey, et devant un autre concurrent. En février 1914 il gagne le classement général du rallye Paris-Rouen organisé par La Vie au Grand Air, sur Violet-Bogey. Il est interrompu par la Première Guerre mondiale, pendant laquelle il devient aviateur (sa seconde passion).

### Pilote, ingénieur et constructeur automobile
Le premier conflit mondial terminé, il remporte en 1920 le deuxième Grand Prix de l'UMF au Mans, avec une Weler Violet Major, et effectue l'année suivante le meilleur temps en course avec son cyclecar lors du Grand Prix du MCF à Provins, puis il termine troisième du Grand Prix de Boulogne et deuxième du Grand Prix de l'UMF durant l'été avec la WV Major, une compétition où il avait déjà été deuxième en 1913 sur Violet Bogey, derrière Alain Muraour.
Marcel Violet est considéré comme le père des cyclecars français, un titre aisément mérité puisqu'il a participé à un grand nombre de véhicules de ce type, en tant que pilote et constructeur (Sima-Violet) ou concepteur, sans oublier son apport au moteur 2 temps. En 1931 il remporte même personnellement le Bol d'or automobile sur l'une de ses Huascar (ayant été 8e de l'épreuve l'année précédente, et vainqueur de la catégorie 750cm3 en 1927 sur Leroy-Violet), mais après la guerre il se lance en plus dans les voitures de Grand Prix -toujours avec des petites cylindrées-, à compter de 1926 (au Grand Prix d'Alsace avec Stanton et Maurice Benoist en mai, puis au Grand Prix de l'ACF, ou trois Sima-Violet manquent d'être engagées alors que Jack Enders va remporter la catégorie 500 cm3 pour Violet dans la course spécifique aux cyclecars; pour la suite de la saison, Violet va terminer personnellement toutes catégories confondues septième du Grand Prix de la Marne, puis troisième du Grand Prix de Boulogne fin août). En 1927, l'ingénieur Violet ne pourra que participer, seul, à la Coupe de la Commission Sportive de Montlhéry, sur Leroi, mais en 1928 Doublet et Dumoret termineront pour lui dans les douze premiers du Grand Prix de Picardie, puis Choteau obtiendra une belle septième place au Grand Prix de Boulogne. En 1929 Marcel Violet reprendra le volant, et il finira alors sixième – et vainqueur de la catégorie Sport – du Grand Prix de Bourgogne à Dijon le 6 mai sur une... Mercedes-Benz SS -qui lui servira encore à être sur le même circuit deuxième des 4 Heures de Dijon le 9 septembre de la même année-, alors que ses trois pilotes Menage, Manuel et Godard ne franchiront pas la ligne d'arrivée du Grand Prix de Dieppe. En 1930, Gibe est encore onzième du Grand Prix de Picardie, puis les véhicules en nom propre Violet disparaissent des calendriers, car Violet vient de créer la société Sylla, devenue Galba (en) en 1929, le modèle voiturette Galba cédant la place à celui de l'Huascar en octobre 1930, toujours produite à Courbevoie,.
Marcel Violet détient plusieurs brevets dans le domaine de l'automobile, protégés dès le début des années 1920 depuis Pantin grâce à la société SICAM qui produit ses cyclecars. Il a notamment conçu le moteur de la marque de moto française Simca Sevitame imaginée en 1935, ainsi que les deux-cylindres des Deguingand (en) modèle 5 CV de 1928, et Vinot-Deguingand 4 CV 750 cm3 rachetées par Donnet en 1932 pour finir d'écouler les véhicules.
D'après une notice nécrologique parue dans la 5e édition de son ouvrage Le Secret des patriarches, Marcel Violet aurait également réalisé la première pompe cardiaque et été vice-président d’honneur de la Fédération Française de Motocyclisme, ainsi que président d’honneur de la Commission Technique Internationale.

## Eau Violet
En 1938, il effectue une étude concernant les réactions de cultures microbiennes exposées aux différentes couleurs du spectre. Le hasard lui fait interrompre une expérience. En la reprenant, il constate que des modifications se sont produites pendant la période supposée d'arrêt. Ses expériences de contrôle lui font imaginer l'existence d'un rayonnement pénétrant non lumineux qui, associé au rayonnement lumineux visible, en modifierait l'action et pourrait en changer le sens ; il imagine que l'eau soumise à l'action de ce rayonnement paraît l'emmagasiner.
Ses recherches sont interrompues par la Seconde Guerre mondiale.
Après la guerre, il reçoit des informations d'un grand intérêt pour ses travaux grâce à une étude sur les phénomènes à variation périodique publiée par le général Henri Sabatier[réf. nécessaire] en avril 1948 dans le Bulletin d'information technique et scientifique de la Section technique de l'armée française.
Cela incite René Barthélemy à considérer, après avoir fait des recherches systématiques pour tenter d'identifier le rayonnement de Marcel Violet, que ce dernier appartiendrait aux phénomènes oscillatoires d'une gamme de fréquence située au-delà de {\displaystyle 10^{24}}. Selon Marcel Violet, l'eau soumise à ce rayonnement aurait des effets bénéfiques sur la santé et la croissance des plantes, comme l'aurait l'eau d'orage. Marcel Violet aimait en effet à rappeler que c’était les effets extraordinaires des pluies d’orage sur la croissance spectaculaire des légumes et le comportement des animaux qui abandonneraient leur abreuvoir pour boire de préférence l’eau qui ruisselle après la pluie et les éclairs, qui l’inspirèrent à rechercher les causes de la prétendue biodynamisation naturelle de l’eau d’orage.
Il consacre désormais le reste de son existence à l'explication de ces phénomènes postulés et cherche à mettre au point un instrument de mesure. Il invente notamment un procédé de traitement électro-vibratoire de l'eau (brevet FR1142722). La commission (laquelle ?) de l'Académie nationale de médecine reconnaît qu'il est possible que des éléments favorables à la vie cellulaire soient apportés par l'eau traitée par ce procédé et donne un avis favorable pour le traitement des eaux.[réf. incomplète],.

## Publication
- Avec Michel Rémy, Le Secret des patriarches - Essai sur la nature de l'énergie biologique, édité par les auteurs, 1962.
- Avec Michel Rémy et Christian Beau, L'énergie cosmique au service de la santé ou Le secret des patriarches, 5e édition revue et augmentée, Le Courrier du Livre, 1979 (en ligne).

## Remarque
Durant les années 1900, Marcel Violet est le rédacteur en chef de La Vie au Grand Air, et collabore très régulièrement au Bloc-Notes Automobile de son journal.

## Notes et références

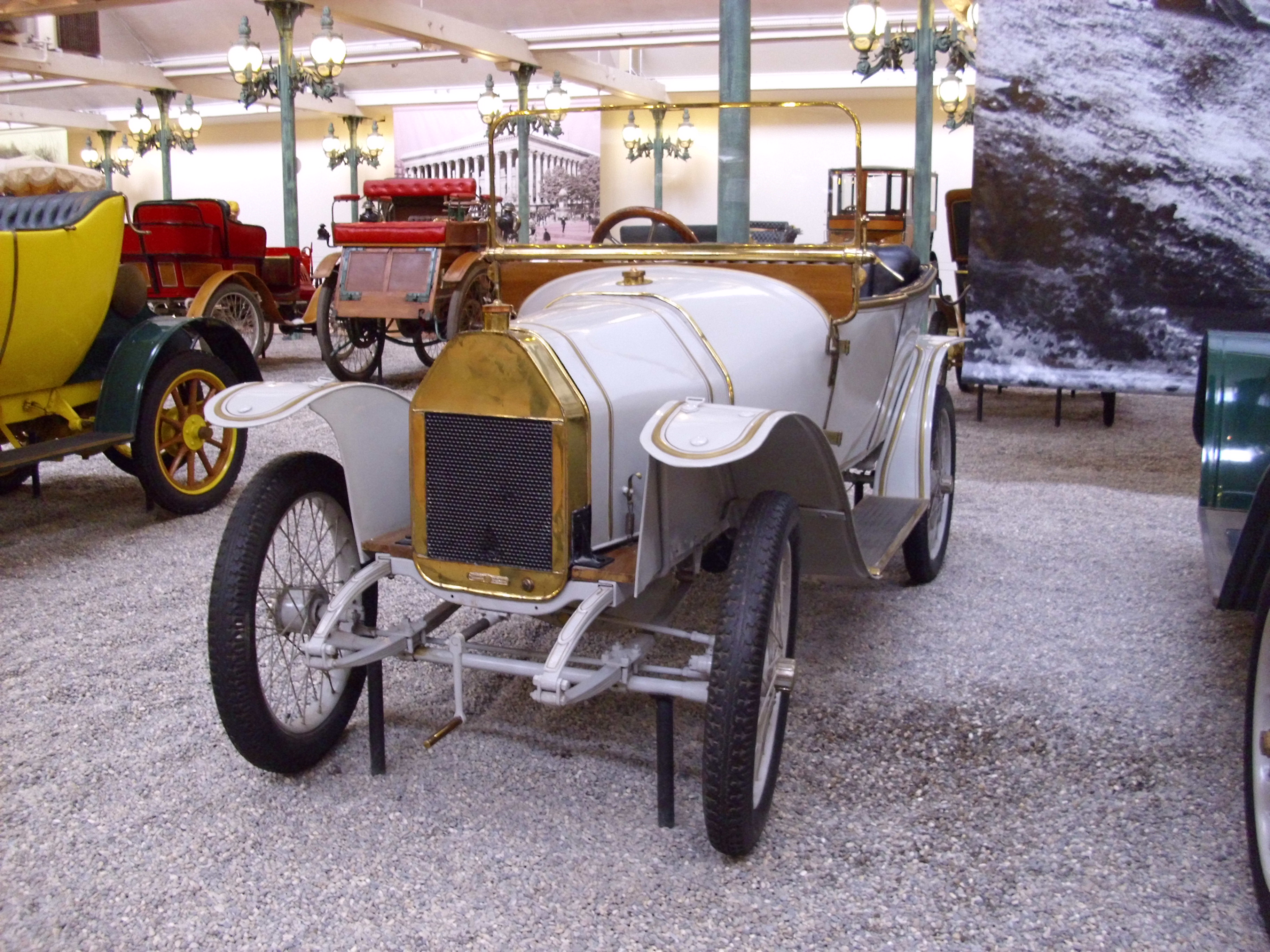
Une Violet-Bogey de 1913 au Musée national de l'automobile de Mulhouse.